# 曲奥乡
曲奥乡，是中华人民共和国甘肃省甘南藏族自治州夏河县下辖的一个乡镇级行政单位。

## 行政区划
曲奥乡下辖以下地区：
清水村和香告村。